# Francin
Francin – miejscowość i dawna gmina we Francji, w regionie Owernia-Rodan-Alpy, w departamencie Sabaudia. W 2016 roku populacja ówczesnej gminy wynosiła 952 mieszkańców. 
W dniu 1 stycznia 2019 roku z połączenia dwóch ówczesnych gmin – Francin oraz Les Marches – powstała nowa gmina Porte-de-Savoie. Siedzibą gminy została miejscowość Les Marches. 